# 薛谭
薛谭，先秦歌手，传说中的古代善歌人物。
相传古代有一个名叫薛谭的年轻人向秦青学习唱歌。学了没几天，薛谭自以为全部学到了手，于是打算辞别回家。秦青没有阻拦，而在城外的大道旁为他饯行。临别时，秦青为薛谭唱了一曲，弹琴唱着悲壮的歌。他的演唱情感真挚，技艺高超，歌声震响了树林，使云彩都停住不走（声振林木，响遏行云）。秦青并未用“苦劝”之法去挽留薛谭，而是以“抚节悲歌”的实际行为教育薛谭。这就体现了他身教重于言教的教育思想。“声振林木，响遏行云”，这就显示了秦青高超的水平。薛谭一见这情况，幡然悔悟，向老师道歉，一生不敢再提归家的话。后来他终于成了一位像秦青一样的歌唱家。

## 出典
- 《列子·汤问》
]